# 雷電新星
《雷電新星》是MOSS開發的清版射擊遊戲，2024年10月31日在PlayStation 4、PlayStation 5、任天堂Switch、Microsoft Windows發售。該遊戲收录了雷电系列1至5代全部战机。

## 外部連結
- 官方网站 （日語）